# 米里亚娜·斯波利亚里茨·埃格

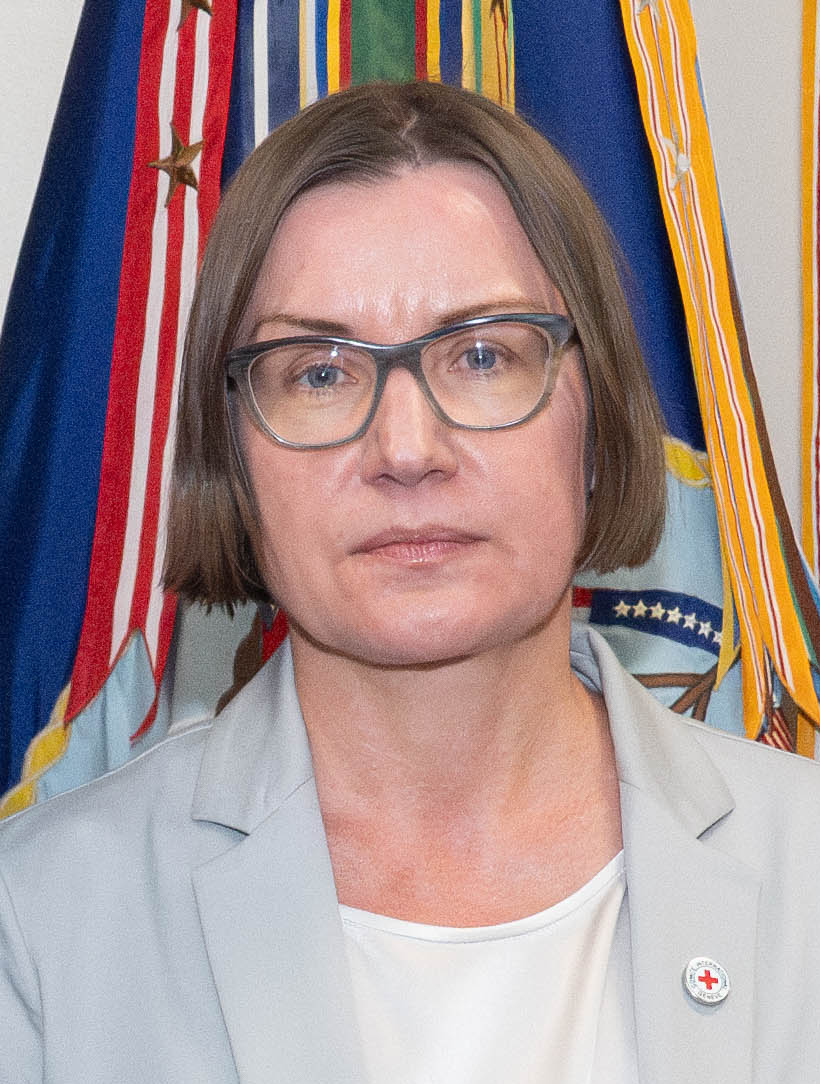
米里亚娜·斯波利亚里茨 - 红十字国际委员会主席

米里亚娜·斯波利亚里茨·埃格（德語：Mirjana Spoljaric Egger；1972年—）是瑞士外交官。 2022年10月起担任红十字国际委员会主席。 

## 生平
埃格在巴塞尔大学和日内瓦大学学习，拥有哲学、经济学和国际法硕士学位。随后，她在巴塞尔大学法学院担任研究助理。 此外，斯波利亚里茨女士曾在瑞士联邦外交部驻伯尔尼办公室历任数职，并曾在瑞士常驻联合国纽约总部代表团担任参赞和政治组组长。 2004—2006年在卢塞恩大学担任全球治理的兼职讲师。 
在职业生涯早期，埃格曾在瑞士驻埃及开罗大使馆工作，并曾担任欧洲复兴开发银行和中欧和东欧核安全部门的主管官员。2010年至2012年，埃格被借调至联合国近东巴勒斯坦难民救济和工程处（UNRWA）主任专员办公室担任高级顾问，负责组织发展、管理改革和对外关系事项。并在瑞士国家经济事务秘书处对外经济事务局（国际金融机构）担任主管干事。
近年来担任大使及联合国与国际组织司司长，在制定瑞士关于联合国主要机构及其会议的政策和优先事项，代表瑞士参与多边进程方面发挥了重要作用。她还负责国际日内瓦组织和瑞士的东道国政策。
自 2018 年 8 月起，埃格担任联合国开发计划署（开发署）助理秘书长、助理署长兼欧洲和独立国家联合体区域局局长。这些职位于2022年9 月由来自克罗地亚的伊万娜·日夫科维奇接任。
2021年11月，红十字国际委员会大会选举埃格接替彼得·毛雷尔担任委员会主席，自2022年10月1日起生效。她是红十字国际委员会的首位女主席。 